# Mildred Okwo
Mildred Okwo là một đạo diễn và nhà sản xuất phim người Nigeria. Cô được đề cử giải Đạo diễn xuất sắc nhất tại Giải thưởng Học viện Điện ảnh Châu Phi lần thứ 4. Năm 2012, cô đạo diễn bộ phim hài kịch lãng mạn Cuộc họp đã giành được một số giải thưởng bao gồm Giải thưởng Giải trí Nigeria, Giải thưởng Học viện Điện ảnh Châu Phi và Giải thưởng Phim Nollywood.

## Cuộc sống cá nhân
Mildred học Nghệ thuật Sân khấu tại Đại học Bénin. Cô cũng là một luật sư được đào tạo ở Mỹ.

## Ủy ban giải thưởng học viện
Mildred cùng với mười một học viên Nollywood khác đã thành lập Ủy ban tuyển chọn Oscar (NOSC) của Nigeria và được Viện Hàn lâm Khoa học và Nghệ thuật Điện ảnh (AMPAS) chấp thuận để chiếu các bộ phim Nigeria để nộp cho hạng mục Phim nói tiếng nước ngoài hay nhất tại Giải thưởng Hàn lâm.

## Đóng phim
- 30 Days (2006)
- The Meeting (2012)
- Suru L'ere (2016)